# (8204) Takabatake
(8204) Takabatake (1994 GC1) – planetoida z pasa głównego asteroid okrążająca Słońce w ciągu 5,45 lat w średniej odległości 3,1 au. Odkryta 8 kwietnia 1994 roku.